# Welbourn
Welbourn är en ort och civil parish i Storbritannien.   Den ligger i grevskapet Lincolnshire och riksdelen England, i den sydöstra delen av landet, 180 km norr om huvudstaden London. Welbourn ligger 36 meter över havet och antalet invånare är 646.
Terrängen runt Welbourn är platt. Runt Welbourn är det ganska tätbefolkat, med 116 invånare per kvadratkilometer. Närmaste större samhälle är Lincoln, 16,8 km norr om Welbourn. Trakten runt Welbourn består till största delen av jordbruksmark.